# Украинское издательство
Украинское издательство в Кракове-Львове (укр. Українське видавництво) — единственное официально разрешённое немецкими оккупационными властями украинское издательство в генерал-губернаторстве (территории оккупированной Польши).

## История
Основано 27 декабря 1939 в Кракове. Получило монопольное право на издание украинских книг и прессы.
Инициатором создания и организатором издательства выступила группа украинской интеллигенции во главе с профессором В. Кубийовичем. Было тесно связано с Украинским центральным комитетом, члены которого возглавляли издательство.
Неизменным председателем Наблюдательного совета «Украинского издательства» был В. Кубийович, директорами — Е. Пеленский (до конца мая 1940), И. Зилинский и И. Коцур (до июня 1941), И. Зелинский (до лета 1944), О. Тарнавский (с лета 1944).
В июле 1941 во Львове образовалось самостоятельное издательство под таким же названием, которое сначала сотрудничало с краковским, а в декабре 1941 объединилось с ним на правах филиала. Дирекция «Украинского издательства» находилась в Кракове. Филиалом «Украинского издательства» во Львове руководил М. Матчак, филиалом в Кракове — И. Федив.
Постоянными сотрудниками книжного отдела во Львове были Б. Лепкий, В. Симович, С. Гордынский, Ю. Стефаник, Д. Штикало, И. Крипякевич, З. Храпливый и др.
Вся печатная продукция «Украинского издательства», особенно газеты и журналы, подлежала строгой цензуре оккупационных властей. Основную часть продукции издательства (кроме периодики) составляли школьные учебники (буквари, книги для чтения, пособия по арифметике), учебные пособия, методическая литература для учителей и воспитателей детских садов, сборники народных песен, сказок и т. д.
Большим достижением издательства в условиях оккупационного режима стал выпуск нескольких десятков литературно-художественных изданий, рассчитанных, в основном, на массового читателя. Среди них — сборники произведений украинских авторов В. Стефаника, Л. Мартовича (в 3-х томах), отдельные произведения Т. Шевченко, И. Франко, И. Вишенского, П. Кулиша, М. Коцюбинского, Г. Квитки-Основьяненко , Ю. Опильского, С. Руданского, Ю. Федьковича и др.
В 1942—1943 во Львове под редакцией С. Гордынского издан ряд произведений представителей украинского «расстрелянного возрождения» 1930-х гг. Н. Зерова, Хвылевого, В. Пидмогильного и др., которые были малоизвестны на западноукраинских землях.
Издательство опубликовало ряд оригинальных работ по украинской истории, краеведению, географии, книговедению и других областей гуманитарных знаний, в частности, монографии Я. Пастернака («Старый Галич. Археологически-исторические исследования в 1850—1943 гг»), О. Степанив («Современный Львов»), Н. Кордубы («История Холмщины и Подляшья») и др. Однако многие произведения, в частности по истории Украины, немецкая цензура отвергла.
Из периодических изданий в издательстве выходили газеты: «Краковские вести» (Краков, 1940—1944, ред. М. Хомяк) и одноимённый еженедельник (1940—1944, ред. Я. Заремба), еженедельник «Холмская земля» (региональное издание еженедельника «Краковские вести»); журналы: ежемесячники для детей «Маленькие друзья», юношества «Дорога», литературно-художественный ежемесячник «Иллюстрированные вести» (с начала 1942 вместо него выходил ежемесячник «Наши дни»). Периодика «Украинского издательства» пыталась подавать максимум информации (хотя и сильно цензурированной) о жизни украинского населения в тогдашней Украине и за её пределами, выступала эффективным инструментом опроса и формирования общественного мнения и национального самосознания украинцев на оккупированных территориях.
Всего в «Украинском издательстве» вышло 1416 номеров газеты «Краковские вести» (общим тиражом 18 млн экземпляров), 204 номера еженедельника «Краковские вести» (32,4 млн экземпляров), 81 — «Холмской земли» (800 тыс. экземпляров), 50 — журнала «Маленькие друзья» (1,0 млн экз.), 38 — «Дороги» (300 тыс.экз.), 20 — «Иллюстрированные вести» (100 тыс.экз.), 25 — «Наши дни» (1,3 млн.экз.). В издательстве были напечатаны многочисленные листовки, портреты (святых, украинских исторических деятелей, в частности Б.Хмельницкого, И.Мазепы, Т.Шевченко, И.Франко), картины, географические карты, календари.
Основным территорией сбыта продукции «Украинского издательства» было генерал-губернаторство, частично — Германия. Вся прибыль издательства направлялась на культурные цели.
В связи с приближением Красной Армии к границам Генерал-губернаторства, в апреле 1944 прекратило деятельность Львовское, а осенью 1944 — и Краковское отделение «Украинского издательства».
В августе 1944 издательство открыло свой филиал в Вене, куда был перенесен львовский филиал. В начале октября 1944 из Кракова в Вену была также переведена редакция газеты и еженедельника «Краковские вести». Последний номер газеты вышел в рейхсгау «Вена» 4 апреля 1945.
В апреле 1945 «Украинское издательство» окончательно прекратило свою деятельность.